# Bruno Roblès
Pour les articles homonymes, voir Roblès.
Bruno Roblès est un animateur de radio et de télévision né le 11 avril 1967 à L'Haÿ-les-Roses. Il anime de nombreuses émissions de radio chez NRJ et RFM entre 1994 et 2016, avant de rejoindre Rire et Chansons. Il anime également différents jeux télévisés entre 1997 et 2009, principalement sur TF1.

## Biographie

### Radio
Après des études dans l’école de radio European Broadcasting School sous la direction de Jean-Philippe Allain, Bruno Roblès démarre à la radio en matinale en 1985 sur NRJ Montpellier, puis NRJ Nice où il reste trois ans.
En 1989, il arrive à Paris sur l'antenne de Skyrock sous le pseudonyme de « Président Bruno ». En 1991, il remplace Arthur à la tête de la matinale de Skyrock, Les Zigotos, avec Skyman, puis animera d'autres émissions jusqu'en 1994.
Bruno Roblès crée et anime de 1994 à 2001 le Festival Roblès tous les matins entre 6 h et 9 h sur NRJ. Il anime cette émission pendant plus de six ans en compagnie de Pascal Gigot, avant qu'il ne laisse la place au 6/9 en 2001.
Entre 2002 et 2010, il est sur RFM sur la tranche 17 h-20 h et anime les Face à face live. À partir de septembre 2010, il anime la matinale de RFM avec Justine Fraioli, de 6 h-9 h. Dès le 27 août 2012, il reforme son duo avec Pascal Gigot sur cette même antenne en compagnie de Sandra Lou de 6 heures à 9 heures en semaine.
À partir du 26 août 2013, il est toujours sur l'antenne de RFM pour l'émission Le meilleur des réveils de 6 h à 9 h et partage de nouveau l'animation avec Justine Fraioli, comme lors de la période 2010-2012.
À partir du 31 août 2015, il est toujours sur l'antenne de RFM pour l'émission Le meilleur des réveils de 6 h à 9 h et partage l'animation avec la miss France de 2001, Élodie Gossuin.
Le 1er juillet 2016, Bruno Roblès annonce en direct à la fin du Meilleur Des Réveils (à 9h) qu'il quitte la station de RFM après 14 années. Le 29 août 2016, il rejoint Rire et Chansons pour animer la matinale succédant à son comparse Pascal Gigot,.

### Télévision
En novembre 1997, Bruno Roblès est engagé sur TF1 où il anime le jeu Ali Baba en compagnie de Pascal Gigot. Sur TF1, il se lance dans le grand bain des premières parties de soirées quand il anime Le Bestophe avec Mareva Galanter en janvier 2000, il continue toujours sa lancée avec Le Bestophe en animant en deuxième partie de soirée de 2000 à 2002 chaque été.
En 2001, lorsqu'il arrête sa matinale sur NRJ, TF1 lui propose d'animer Allo Quiz la première émission de « call-TV », un défi qu'il acceptera de relever pendant trois ans. De 2002 à 2007, il coprésente Incroyable mais vrai ! en deuxième partie de soirée, avec au départ Jean-Pascal Lacoste, Sophie Favier et Roger Pierre, puis avec Nathalie Vincent lors de la saison 2006-2007.
Bruno Roblès a aussi présenté Première compagnie, émission de télé-réalité produite par Endemol où douze célébrités devaient réussir à « survivre » dans un camp militaire de Guyane. Il était suppléé par Laurence Boccolini lors des premières parties de soirée.
Il décide de quitter TF1 en janvier 2008. Il sera pressenti pour animer un jeu quotidien sur la chaîne de la TNT Direct 8 dès le printemps 2008, sa décision serait due à un manque total de considération de la part de TF1.
Dès le 24 mai 2008, il remplace Tex à la présentation du Millionnaire sur France 3 le samedi à 20 h 20, puis à 20 h 05 à partir du 10 janvier 2009, faute d'audience. Du 20 février au 21 juillet 2009, le Millionnaire est diffusé sur la chaîne Direct 8.

## Synthèse des émissions

### Radio
- 1991-1994 : Les Zigotos sur Skyrock
- 1994-2001 : Festival Roblès sur NRJ
- 2002-2010 : 17-20h sur RFM
- 2010-2016 : Le Meilleur des Réveils RFM sur RFM,  avec Justine Fraioli puis Sandra Lou et Pascal Gigot puis Élodie Gossuin
- Depuis 2016 : La matinales de Rire et Chansons

### Télévision
- 1997 : Ali Baba sur TF1 avec Pascal Gigot
- 2000-2002 : Le Bestophe sur TF1 avec Mareva Galanter
- 2001-2004 : Allô quiz sur TF1 avec Sophie Coste
- 2002-2007 : Incroyable mais vrai ! sur TF1 avec Nathalie Vincent
- 2004-2007 : Le Top 50 du rire sur TF1
- 2005 : Première compagnie sur TF1, co-présentée avec Laurence Boccolini
- 2008 : Millionnaire sur France 3
- 2009 : Millionnaire sur Direct 8
- 2012 : Comme des oufs ! sur Gulli avec Justine Fraioli
- 2015 : RFM Music Show sur RFM TV avec Sophie Coste
- 2022-2025  : Les Masters du rire sur NRJ12 avec Karine Dubernet